# Сегадайнш
Сегадайнш (порт. Segadães)  —  район (фрегезия) в Португалии,  входит в округ Авейру. Является составной частью муниципалитета  Агеда. Находится в составе крупной городской агломерации Большое Авейру. По старому административному делению входил в провинцию Бейра-Литорал. Входит в экономико-статистический  субрегион Байшу-Воуга, который входит в Центральный регион. Население составляет 1205 человек. Занимает площадь 3,38 км².
Покровителем района считается Апостол Пётр (порт. São Pedro). 